# لوگوته (ایندیانا)
لوگوته، ایندیانا (به انگلیسی: Loogootee, Indiana) یک شهر در ایالات متحده آمریکا با جمعیت ۲٬۷۵۱ نفر است که در ایندیانا واقع شده‌است.

## موقعیت جغرافیایی
موقعیت جغرافیایی شهرها و مناطق اطراف به شرح زیر است: